# Habenaria brachyphyton
Habenaria brachyphyton är en orkidéart som beskrevs av Rudolf Schlechter och Rudolf Mansfeld. Habenaria brachyphyton ingår i släktet Habenaria och familjen orkidéer. Inga underarter finns listade i Catalogue of Life.